# Osterfasten
Das Osterfasten wird in der katholischen Kirche am Karfreitag und Karsamstag gehalten, also an zwei Tagen des Triduum Sacrum. Der Gründonnerstag hat dagegen eher festlichen Charakter. Die Tradition des Osterfastens geht auf zwei Ansätze zurück:
1. das Trauerfasten, dem nach der Feier der Auferstehung Christi eine Freudenphase mit Beendigung des Fastens folgte
2. das solidarische Fasten der Gemeinde zur Begleitung der Vorbereitung der Katechumenen auf die Taufe